# Università Nihon
L'Università Nihon (日本 大学?, Nihon Daigaku), abbreviata in Nichidai (日 大), è una università giapponese situata nella città di Tokyo. Il suo predecessore, la Nihon Law School (attualmente Dipartimento di Giurisprudenza), è stata fondata dall'ex Ministro della Giustizia Yamada Akiyoshi  nel 1889;la prima cerimonia di laurea si ebbe perciò nel 1893. 
Negli anni successivi nacquero anche altri Dipartimenti dell'università: Dipartimento di Ingegneria nel 1920 (College of Science and Technology), il Dipartimento di Estetica nel 1921 (College of Art), nello stesso anno, la Scuola di Odontoiatria di Toyo (era stata fondata nel 1916: School of Dentistry) venne assorbita dall'Università Nihon. Nel 1925 fu fondata la School of Medicine.
Il nome attuale di Università di Nihon venne dato solamente nel 1903. La prima donna venne ammessa all'università solo nel 1920. 
Con circa 70000 studenti iscritti, l'università di NIhon è la più grande università del Giappone.